# Joan Corbella i Roig
Joan Corbella i Roig (Santa Coloma de Queralt. 1945 - Palma, 3 de febrer de 2021) fou un metge i psiquiatre català gran divulgador de la ciència de la Psiquiatria i la seva aplicació a la vida quotidiana, va participar sovint en els mitjans de comunicació, gràcies als quals va esdevenit conegut. En concret, va treballar per Ràdio Barcelona, COPE, TV3, Onda Cero i el suplement dominical del diari Avui.
Els seus llibres de divulgació científica sobre problemes psiquiàtrics i del món de la parella van estar ben rebuts per part del públic, amb grans vendes. Va ser el coordinador de l'Enciclopèdia pràctica de la psicologia. Per altra part, ha publicat també títols com Qui som, què fem, Viure sense por, Ante una edad difícil, La por del silenci, Viure en parella, Pensar o viure. D'altra banda, és autor de la novel·la titulada D'avui per demà, amb la qual va guanyar el Premi Ramon Llull de novel·la l'any 1997.
Fou guardonat per l’OMS per les seves intervencions a la ràdio i per l’Acadèmia de les Ciències Mèdiques pel programa de TV3 No sé què em passa.
Era l'any 2000 i el problema és que tots dos, Corbella i Janer, estaven casats. Van haver de fer el salt a les respectives parelles fins a divorciar-se i poder casar-se l'any 2005
Des del 2005 estava casat amb l'escriptora Maria de la Pau Janer, amb qui havia treballat presentant espais de televisió i de ràdio.